# 仁川论岘站
仁川論峴站（韩语：／ Incheon-nonhyeon yeok */?）是水仁·盆唐線沿線的一座高架車站，位於韓國仁川廣域市南洞區論峴洞。為了避免與首爾地鐵7號線的論峴站混淆，因而於站名前加入「仁川」二字以作區別。

## 車站結構
站體為2面4線雙島式月台的高架車站，候車月台設有月台幕門，並有4處出口。

### 月台配置
| ↑ 蘇萊浦口      |
| ４３ \| ２１ \| |
| 虎口浦 ↓        |

| 月台 | 路線                   | 目的地                           |
| ---- | ---------------------- | -------------------------------- |
| 1    | ●首都圈電鐵水仁·盆唐線 | 不使用（京江線預留月台）         |
| 2    | ●首都圈電鐵水仁·盆唐線 | 南洞產業園地、延壽、仁川方向     |
| 3    | ●首都圈電鐵水仁·盆唐線 | 烏耳島、水原、往十里、清涼里方向 |
| 4    | ●首都圈電鐵水仁·盆唐線 | 不使用（京江線預留月台）         |

## 歷史
- 2012年6月30日：落成啟用。
- 2020年9月12日：首都圈電鐵水仁·盆唐線開通，車站編號由 K254 改為 K262。

## 車站周邊
- 論峴古棧洞住民中心
- 論峴1洞住民中心
- 仁川南洞高校
- 仁川論峴高校
- 仁川論峴中學
- Home plus（朝鲜语：홈플러스）仁川論峴店
- Newcore Outlet（朝鲜语：뉴코아아울렛）仁川論峴店

## 相鄰車站
韓國鐵道公社
●首都圈電鐵水仁·盆唐線
水仁急行
蘇萊浦口（K261）－仁川論峴（K262）－虎口浦（K263）
緩行
蘇萊浦口（K261）－仁川論峴（K262）－源仁齋（K265）